# Соут-Драгер
«Соут-Драгер» (от нидерл. zoutdrager — развозчик соли) — буер Балтийского флота Русского царства, находившийся в составе флота с 1703 года, один из серии буеров типа «Гельд-Сак», участник Северной войны 1700—1721 годов, в том числе ледового походе кораблей Балтийского флота от Кроншлота в Выборгу.

## Описание корабля
Парусный буер с деревянным корпусом, один из четырёх буеров типа «Гельд-Сак». Длина судна составляла 24,4 метра, ширина — 7,3 метра, а осадка — 2,7 метра. Экипаж мог достигать 15 человек. В некоторых дореволюционных источниках иногда указывается как шмак.
Сведений об артиллерийском вооружении буера при его постройке не сохранилось, однако на судне того же типа «Бир-Драгере» была установлена одна 8-фунтовая пушка.
На парусное вооружение буера было потрачено: 621 аршин канифаса, 60 аршин любского полотна и 458 аршин олонецкого полотна. Из канифаса изготавливались гафель-сеил, фок-сеил, клифок большой и блинда-сеил, из любского полотна — бизань-сеил, а из олонецкого полотна на топ-сеил, брифок и клифок малый. Также 35 аршин серого толстого полотна было потрачено на брезенты. Сведений о якорях «Гельд-Сака» не сохранилось, однако на однотипном «Бир-Драгере» были установлены два якоря: один 16-пудовый, а второй весом 15 пудов и 30 фунтов.
Как и большинство вспомогательных судов своего времени буер имел ярко выраженное иностранное происхождение и был назван в соответствии со своим функциональным назначением. Первоначально судно предназначалось для перевозки соли, а «Соут-Драгер» — это транслитерации на русский голландского (нидерл. zoutdrager) выражения, буквально означавшего развозчик соли. Помимо этого существет версия именования буера в соотсвествии с французским выражением, буквально означавшим носитель трюма (фр. drague — тащить и фр. soute — трюм), то есть как судна обладавшего вместительным трюмом и способного к перевозке большого количества груза. Также в литературе встречаются варианты написания наименования буера: «Соутдрагер», «Десоут-драгер» и «Зов-Драгель».

## История службы
Буер «Соут-Драгер» был заложен на Олонецкой верфи 24 марта (4 апреля) 1703 года и после спуска на воду 8 (19) августа 1703 года вошёл в состав Балтийского флота России.
В кампанию 1704 года в декабре находился в Новой Ладоге в готовности, никаких дополнительных материалов для буера не требовалось. 
Принимал участие в Северной войне в качестве транспортного судна. В кампании с 1705 по 1710 год использовался для перевозки грузов и провианта в приморские крепости, на верфи и суда эскадры. Принимал участие в ледовом походе кораблей Балтийского флота от Кроншлота в Выборгу, был определен в состав транспортных судов эскадры с экипажем в 10 человек. В кампании 1711 и 1712 годов вновь использовался для перевозки грузов и провианта в приморские крепости, на верфи и суда эскадры, а в мае 1712 года также принимал участие в походе кораблей Балтийского флота к Выборгу. 
В кампании с 1713 по 1718 год также использовался для перевозки грузов и провианта в приморские крепости, на верфи и суда эскадры. При этом в 1714 году служил провиантским судном, а судя из переписки Корнелиуса Крюйса с князем А. Д. Меншиковым, в августе 1716 года пришел с грузом в Ревель и до осени того же года должен был вернуться в Санкт-Петербург, а по состоянию на август 1718 года был направлен в Пернов за грузами, а по возвращении использовался для перевозки досок.
Сведений о выводе буера «Соут-Драгер» из состава флота не сохранилось.

## Командиры корабля
Командирами буера «Соут-Драгер» в составе российского флота в разное время служили:
- Василий Корчмин (1703 год)[1][3];
- шкипер Кашпер Петерсон (1707—1714 годы)[1][14];
- в кампанию 1718 года находился в плавании под командованием нижних чинов — русских матросов[15].